# دهه ۶۴۰ (میلادی)
دهه ۶۴۰ (میلادی) دهه شصت و چهارم تقویم میلادی است.

## درگذشتگان
‎